# Chelonistele senagangensis
Chelonistele senagangensis är en orkidéart som beskrevs av Jeffrey James Wood. Chelonistele senagangensis ingår i släktet Chelonistele och familjen orkidéer. Inga underarter finns listade i Catalogue of Life.